# Вулька-Розвадовська
Вулька-Розвадовська (пол. Wólka Rozwadowska) — село в Польщі, у гміні Фірлей Любартівського повіту Люблінського воєводства.
Населення — 149 осіб (2011).

## Демографія
Демографічна структура станом на 31 березня 2011 року:
|          | Загалом | Допрацездатний вік | Працездатний вік | Постпрацездатний вік |
| -------- | ------- | ------------------ | ---------------- | -------------------- |
| Чоловіки | 71      | 11                 | 54               | 6                    |
| Жінки    | 78      | 15                 | 42               | 21                   |
| Разом    | 149     | 26                 | 96               | 27                   |